# Jaculina tessellata
Jaculina tessellata is een mosdiertjessoort uit de familie van de Jaculinidae. De wetenschappelijke naam van de soort is voor het eerst geldig gepubliceerd in 1979 door Hayward.